# Нёвиллер-ле-Бадонвиллер
Нёвилле́р-ле-Бадонвилле́р (фр. Neuviller-lès-Badonviller) — коммуна во французском департаменте Мёрт и Мозель региона Лотарингия. Относится к кантону Бадонвиллер.

## География

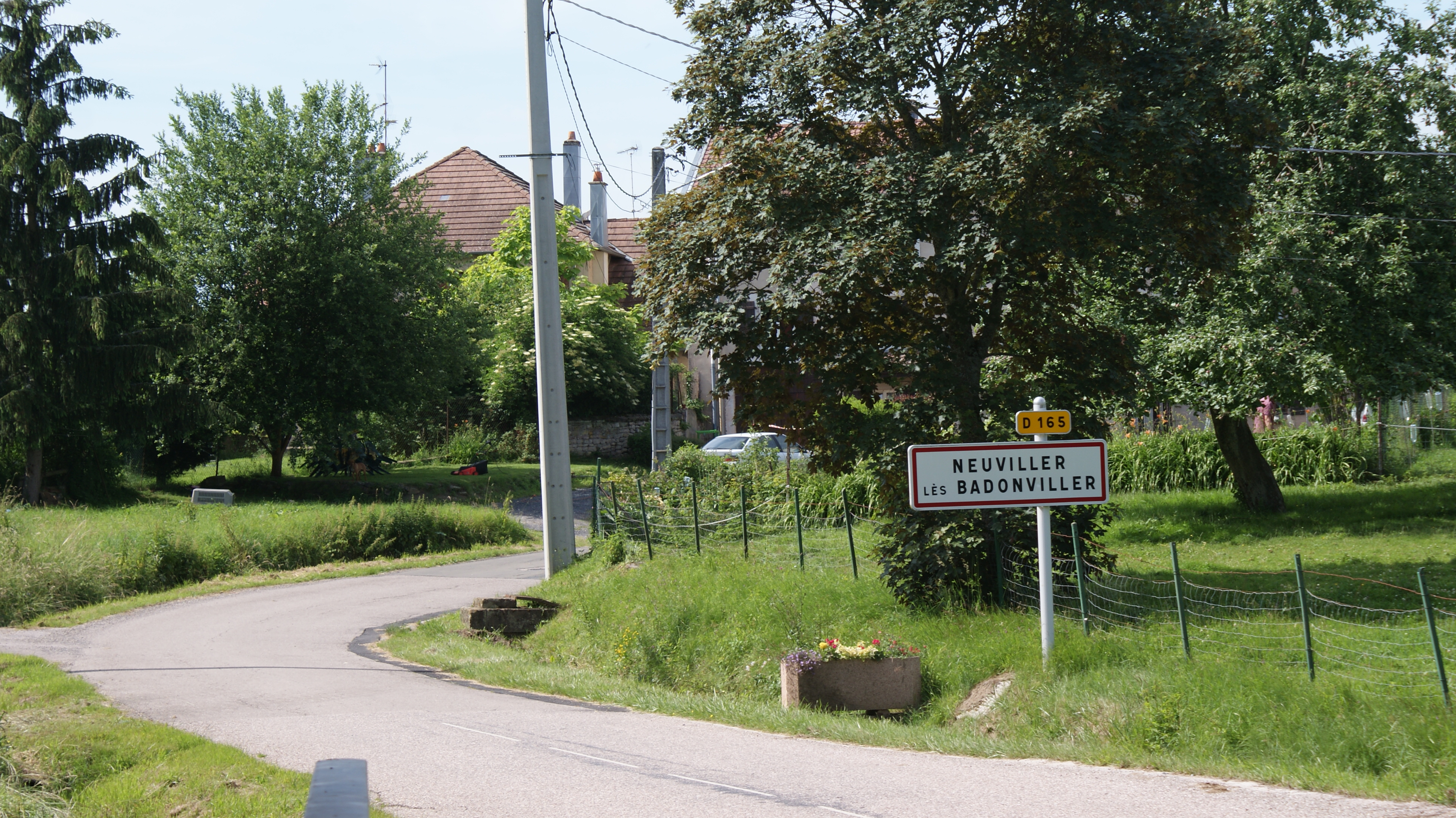
Въезд в Нёвиллер-ле-Бадонвиллер.

Нёвиллер-ле-Бадонвиллер расположен в 55 км к востоку от Нанси. Соседние коммуны: Монтрё на севере, Парю на северо-востоке, Бремениль на востоке, Бадонвиллер на юге, Сен-Морис-о-Форж на западе.

## История
- Коммуна сильно пострадала во время Первой мировой войны.

## Демография
Население коммуны на 2010 год составляло 91 человек.
| 1962 | 1968 | 1975 | 1982 | 1990 | 1999 | 2010 |
| ---- | ---- | ---- | ---- | ---- | ---- | ---- |
| 107  | 113  | 117  | 96   | 80   | 80   | 91   |